# Calaigh Copland
Calaigh Copland (* 12. März 1987 in Windsor, Ontario) ist eine kanadische Fußballspielerin guyanischer Herkunft.

## Leben
Copland wurde als Tochter eines kanadischen Vaters und einer Mutter aus Guyana im kanadischen Windsor in der Provinz Ontario geboren und wuchs im benachbarten Peterborough auf. In Peterborough besuchte sie vier Jahre lang die Adam Scott Collegiate and Vocational Institute von 2002 bis 2006, bevor sie anschließend zwischen 2006 und 2009 an dem Seneca College studierte. Von 2009 bis 2013 absolvierte sie ein Studium in Business Management an der Ryerson University.

## Fußballkarriere

### Verein
Copland startete ihre Karriere beim Peterborough City Soccer Club. In dieser Zeit lief sie in ihrer Highschool-Zeit von 2002 bis 2006 für die Lions auf, dem Athletic-Team des Adam Scott Collegiate and Vocational Institute. Danach spielte sie drei Jahre für die Stings, dem Soccer Team des Seneca College, bevor Copland zwischen 2009 und 2013 für die Ryerson Rams, das Team der Ryerson University, aktiv war. Seit 2009 spielte sie in den Semesterferien für den Peterborough Women’s Soccer Club in der Ontario Women’s Soccer League, bevor sie nach ihrem Universitäts-Abschluss 2011 permanent als Spielerin zum Peterborough WSC ging. Seit Winter 2015 steht sie im Kader des League1-Ontario-Vereines Woodbridge Strikers, wo sie in ihrer ersten Saison vier Tore in fünf Spielen erzielen konnte. In ihrer zweiten Spielzeit erzielte die 28-jährige Stürmerin sechs Tore in zehn Spielen in der League1.

### Nationalmannschaft
Copeland wurde am 30. Mai 2009 erstmals für ein Trainings-Camp in die Kanadische Fußballnationalmannschaft der Frauen von Carolina Morace berufen. Nachdem sie aber nicht zum Einsatz gekommen und danach nie wieder berufen worden war, entschied sie sich im Sommer 2015 fortan für Guyana aufzulaufen. Am 30. Juli 2015 wurde Copeland zum ersten Mal in die guyanische Fußballnationalmannschaft der Frauen berufen. Im August 2015 gab sie dann in der Qualifikation zu den olympischen Sommerspielen 2016 ihr Länderspiel-Debüt gegen die Frauen-Fußballnationalmannschaft der Dominikanischen Republik. Bei Guyana spielt sie gemeinsam mit den in Ontario aufgewachsenen Donna Joseph, Briana De Souza, Kayla De Souza, Kathryn Eyre und Mariam El-Masri, Ashlee Savona, Olivia Gonsalves, Alison Heydorn, Kailey Leila, Justine Rodrigues, Martyne Alphonso, Chantal Lynch und Leah-Marie Ramalho.

## Erfolge
- 2010: CIS Academic All-Canadians